# Морнико Лозана
Морнѝко Лоза̀на (на италиански: Mornico Losana, на местен диалект: Murnigh, Мурниг) е село и община в Северна Италия, провинция Павия, регион Ломбардия. Разположено е на 284 m надморска височина. Населението на общината е 617 души (към 2017 г.).